# Supercopa Sudamericana 1996
Navigation
Édition précédente Édition suivante
La Supercopa Sudamericana 1996 voit le sacre du club argentin du Vélez Sarsfield qui bat les Brésiliens du Cruzeiro EC en finale de cette neuvième édition de la Supercopa Sudamericana, une compétition disputée par tous les anciens vainqueurs de la Copa Libertadores. Toutes les rencontres sont disputées en matchs aller et retour et la règle des buts marqués à l'extérieur n'est pas appliquée. 
C'est le premier titre du club de Vélez qui dispute seulement sa deuxième Supercopa Sudamericana. Quant à Cruzeiro, déjà double vainqueur (1991 et 1992), il dispute là sa quatrième finale de l'épreuve. 

## Équipes engagées
- Peñarol - Vainqueur en 1960, 1961, 1966, 1982 et 1987
- Santos FC - Vainqueur en 1962 et 1963
- CA Independiente - Vainqueur en 1964, 1965, 1972, 1973, 1974, 1975 et 1984
- Racing Club de Avellaneda - Vainqueur en 1967
- Estudiantes de La Plata - Vainqueur en 1968, 1969 et 1970
- Club Nacional de Football - Vainqueur en 1971, 1980 et 1988
- Cruzeiro EC - Vainqueur en 1976
- CA Boca Juniors - Vainqueur en 1977 et 1978
- Club Olimpia - Vainqueur en 1979 et 1990
- CR Flamengo - Vainqueur en 1981
- Grêmio Porto Alegre - Vainqueur en 1983 et 1995
- Argentinos Juniors - Vainqueur en 1985
- CA River Plate - Vainqueur en 1986 et 1996
- Atlético Nacional - Vainqueur en 1989
- Colo Colo - Vainqueur en 1991
- São Paulo FC - Vainqueur en 1992 et 1993
- Vélez Sarsfield - Vainqueur en 1994

## Premier tour
| Équipe 1                  | Résultat      | Équipe 2          | Aller | Retour |
| ------------------------- | ------------- | ----------------- | ----- | ------ |
| Peñarol                   | 1 - 5         | Santos FC         | 1 - 2 | 0 - 3  |
| CA IndependienteT         | 0 - 1         | CR Flamengo       | 0 - 0 | 0 - 1  |
| CA River Plate            | 3 - 4         | Atlético Nacional | 2 - 2 | 1 - 2  |
| Estudiantes de La Plata   | 3 - 6         | Colo Colo         | 2 - 4 | 1 - 2  |
| Club Nacional de Football | 2 - 4         | Cruzeiro EC       | 1 - 1 | 1 - 3  |
| Grêmio Porto Alegre       | 3 - 4         | Vélez Sarsfield   | 3 - 3 | 0 - 1  |
| Club Olimpia              | 3 - 3 5-3 tab | São Paulo FC      | 2 - 1 | 1 - 2  |

| Rang | Équipe                    | Pts | J | G | N | P | Bp | Bc | Diff |  | Résultats (▼ dom., ► ext.) | Boc | Rac | Arg |
| ---- | ------------------------- | --- | - | - | - | - | -- | -- | ---- |  | -------------------------- | --- | --- | --- |
| 1    | Boca Juniors              | 8   | 4 | 2 | 2 | 0 | 6  | 1  | +5   |  | Boca Juniors               |     | 1-1 | 3-0 |
| 2    | Racing Club de Avellaneda | 6   | 4 | 1 | 3 | 0 | 2  | 1  | +1   |  | Racing Club de Avellaneda  | 0-0 |     | 0-0 |
| 3    | Argentinos Juniors        | 1   | 4 | 0 | 1 | 3 | 0  | 6  | -6   |  | Argentinos Juniors         | 0-2 | 0-1 |     |

## Quarts de finale
| Équipe 1        | Résultat      | Équipe 2          | Aller | Retour |
| --------------- | ------------- | ----------------- | ----- | ------ |
| Santos FC       | 3 - 3 7-6 tab | Atlético Nacional | 2 - 0 | 1 - 3  |
| CR Flamengo     | 1 - 2         | Colo Colo         | 1 - 1 | 0 - 1  |
| Vélez Sarsfield | 4 - 0         | Club Olimpia      | 3 - 0 | 1 - 0  |
| Boca Juniors    | 1 - 1 6-7 tab | Cruzeiro EC       | 0 - 0 | 1 - 1  |

## Demi-finales
| Équipe 1    | Résultat | Équipe 2        | Aller | Retour |
| ----------- | -------- | --------------- | ----- | ------ |
| Santos FC   | 2 - 3    | Vélez Sarsfield | 1 - 2 | 1 - 1  |
| Cruzeiro EC | 7 - 2    | Colo Colo       | 3 - 2 | 4 - 0  |

## Finale
- Matchs disputés les 20 novembre et 4 décembre 1996.

| Équipe 1    | Résultat | Équipe 2        | Aller | Retour |
| ----------- | -------- | --------------- | ----- | ------ |
| Cruzeiro EC | 0 - 3    | Vélez Sarsfield | 0 - 1 | 0 - 2  |